# Anastasia Iamachkine
Anastasia Iamachkine (Lima, Provincia de Lima, Perú, 12 de septiembre de 2000) es una tenista peruana de ascendencia rusa. Entre 2016-2019 y 2022-2023 formó parte del equipo de Fed Cup del Perú. En noviembre de 2017 obtuvo la medalla de plata en los Juegos Bolivarianos. y en agosto de 2019 ganó la medalla de bronce en los Juegos Panamericanos.

## Biografía
Anastasia nació en la ciudad de Lima el 12 de julio de 2000. Sus padres son de origen ruso. Comenzó a jugar tenis a los cinco años de edad. Estudió en la Escuela secundaria de la Embajada rusa entre 2005 y 2016, teniendo dominio del idioma español y ruso. Se graduó en la Escuela secundaria de Nebraska, de formación en línea, en 2018. Ese mismo año ingresó en el equipo deportivo Pepperdine Waves (Malibú).

## Trayectoria
Desde 2018 forma parte del equipo deportivo Pepperdine Waves de la Universidad Pepperdine, en Malibú. Obtuvo la mención honorífica del CMI en individuales y la mención honorífica del CMI en dobles en el segundo equipo. Jugó 31 partidos de individuales y 38 de dobles como principiante. Terminó la temporada en el puesto 41 en dobles con su compañera Jessica Failla. Alcanzó el puesto número 6 en individuales y el número 1 (11-6) y 2 (2-1) en dobles. Estuvo invicta en individuales durante la temporada regular del CMI donde sólo permitió un máximo de tres puntos.
Terminó la temporada de dobles de segundo año en el puesto 33 en individuales y en el 55 en dobles con su compañera Jessica Failla. Fue 2 veces Jugadora de la Semana de Individuales del CMI (18-2, 25-2). Fue 6-3 en dobles individuales en las posiciones 3 y 4. Recibió el estatus de mención honorífica de todo el mundo académico del CMI. Fue incluida en la Lista de Honor del Comisionado del CMI (bronce) y atleta becada por Pepperdine.

### Finales ITF Junior

#### Singles
| Leyenda            |
| ------------------ |
| Torneos de Grado 1 |
| Torneos de Grado 2 |
| Torneos de Grado 3 |
| Torneos de Grado 4 |
| Torneos de Grado 5 |

| Resultado | Fecha      | Torneo                       | Superficie | Rival              | Marcador      |
| --------- | ---------- | ---------------------------- | ---------- | ------------------ | ------------- |
| Victoria  | 15-11-2014 | Peru Junior Open Regatas     | Arcilla    | María Paula Torres | 6–4, 6–4      |
| Victoria  | 29-08-2015 | Open Junior Chile            | Arcilla    | Fernanda Labraña   | 7–6, 3–6, 6–4 |
| Victoria  | 05-09-2015 | Open Junior ITF              | Arcilla    | Fernanda Labraña   | 6–4, 6–1      |
| Victoria  | 10-10-2015 | Copa Santa Catarina de Tenis | Arcilla    | Florencia Rossi    | 6–3, 6–3      |
| Derrota   | 06-11-2016 | Patuju Junior Open           | Arcilla    | Marina Figueiredo  | 3–6, 4–6      |

#### Dobles
| Leyenda            |
| ------------------ |
| Torneos de Grado 1 |
| Torneos de Grado 2 |
| Torneos de Grado 3 |
| Torneos de Grado 4 |
| Torneos de Grado 5 |

| Resultado | Fecha      | Torneo                      | Superficie | Pareja                 | Rivales                           | Marcador        |
| --------- | ---------- | --------------------------- | ---------- | ---------------------- | --------------------------------- | --------------- |
| Derrota   | 08-08-2015 | Copa Club Farallones        | Arcilla    | Sofía Durán            | Sofía Munera Juliana Valero       | W/O             |
| Derrota   | 28-08-2015 | Open Junior Chile           | Arcilla    | Fernanda Labraña       | Vitoria Okuyama Nathalia Wolf     | 2–6, 6–3, 10–12 |
| Victoria  | 04-09-2015 | Open Junior ITF             | Arcilla    | Nicole Conard          | Marcelle Cirino Marina Figueiredo | 7–5, 6–3        |
| Derrota   | 07-11-2015 | Patuju Junior Open          | Arcilla    | María Lourdes Carlé    | Rafaella Baquerizo Lara Escauriza | 2–6, 6–7        |
| Victoria  | 17-09-2016 | Torneo de Tenis Junior UC   | Arcilla    | Almudena Boza          | Fernanda Labraña Laura Rico       | 7–6, 7–5        |
| Derrota   | 04-11-2016 | Patuju Junior Open          | Arcilla    | Almudena Boza          | Fernanda Labraña Nathalia Wolf    | 5–7, 5–7        |
| Victoria  | 03-03-2017 | Vendimia Cup                | Arcilla    | María Gabriela Linares | Camille Townsend Katya Townsend   | 6–2, 6–3        |
| Victoria  | 14-10-2017 | Torneo Junior de Pontevedra | Dura       | Daniela Vismane        | Paula Arias Weronika Falkowska    | 7–5, 6–4        |
| Victoria  | 21-10-2017 | Torneo Junior de Sanxenxo   | Dura       | Daniela Vismane        | Mylene Halemai Manon Leonard      | 6–4, 6–4        |
| Victoria  | 03-11-2017 | Inka Bowl                   | Arcilla    | María Gabriela Rivera  | Kacie Harvey Ana Makatsaria       | 7–5, 6–3        |

### Finales ITF Pro

#### Singles
| Leyenda             |
| ------------------- |
| Torneos de $100,000 |
| Torneos de $60,000  |
| Torneos de $40,000  |
| Torneos de $25,000  |
| Torneos de $15,000  |

| Resultado | Fecha      | Torneo      | Superficie | Rival          | Marcador |
| --------- | ---------- | ----------- | ---------- | -------------- | -------- |
| Derrota   | 11-06-2023 | W15 Kocevje | Arcilla    | Anna Zyryanova | 1–6, 4–6 |

#### Dobles
| Leyenda             |
| ------------------- |
| Torneos de $100,000 |
| Torneos de $60,000  |
| Torneos de $40,000  |
| Torneos de $25,000  |
| Torneos de $15,000  |

| Resultado | Fecha      | Torneo                      | Superficie | Pareja                   | Rivales                           | Marcador       |
| --------- | ---------- | --------------------------- | ---------- | ------------------------ | --------------------------------- | -------------- |
| Derrota   | 07-10-2017 | Telde - L.P De Gran Canaria | Arcilla    | Ana Lantigua             | Lisa Sabino Chayenne Ewijk        | 1–6, 1–6       |
| Derrota   | 19-01-2020 | W25 Malibu                  | Dura       | Astrid Wanja Brune Olsen | LauraPigossi RosalieVan der Hoek  | 4–6, 6–7       |
| Derrota   | 04-09-2022 | W15 Monastir                | Dura       | Teja Tirunelveli         | Honoka Kobayashi Jennifer Luikham | 3–6, 6–0, 5–10 |
| Victoria  | 13-11-2022 | W15 Lima                    | Arcilla    | Lucciana Pérez           | Romina Ccuno María Torres         | 6–2, 6–4       |
| Derrota   | 20-11-2022 | W15 Lima                    | Arcilla    | Leslie Espinoza          | Romina Ccuno María Herazo         | 1–6, 3–6       |
| Victoria  | 27-11-2022 | W15 Mar del Plata           | Arcilla    | Ana Candiotto            | Luciana Blatter Josefina Estévez  | 6–3, 6–3       |
| Victoria  | 04-12-2022 | W15 Buenos Aires            | Arcilla    | Fernanda Astete          | Marián Pezuela María Marchesini   | 7–5, 6–4       |
| Derrota   | 25-06-2023 | W15 Prokuplje               | Arcilla    | Ana Candiotto            | Eleni Christofi Natalija Senic    | 6–7, 3–6       |
| Victoria  | 16-07-2023 | W25 Don Benito              | Carpet     | María Herazo             | Lucía Cortéz Olga Parres          | 7–6, 6–3       |
| Derrota   | 20-08-2023 | W40 Arequipa                | Arcilla    | Ana Candiotto            | Natalia Siedliska Noelia Zeballos | 7–5, 2–6, 8–10 |
| Derrota   | 05-05-2024 | W35 Yecla                   | Dura       | Jessica Failla           | Adrienn Nagy Joëlle Steur         | 3–6, 4–6       |
| Derrota   | 09-06-2024 | W15 Madrid                  | Dura       | Ana Candiotto            | Holly Hutchinson Ella McDonald    | 4–6, 1–6       |